# إليانور ماركس
إليانور ماركس (بالإنجليزية: Eleanor Aveling) (ولدت في 16 يناير/كانون الثاني عام 1855 وتوفيت في 31 مارس/آذار عام 1898)، كانت تدعى في بعض الأحيان «إليانور أفلينغ» وعرفت لعائلتها باسم «تاسي»، كانت الابنة الأصغر المولودة في إنجلترا لكارل ماركس. كانت ناشطة اشتراكية تعمل أحيانًا كمترجمة أدبية. في مارس/آذار من عام 1898، وبعد اكتشافها زواج زميلها الماركسي البريطاني البارز إدوارد أفلينج من ممثلة شابة في يونيو/حزيران من العام السابق، سممت نفسها في سن 43.

## السيرة الذاتية

### السنوات المبكرة
ولدت إليانور ماركس في لندن في 16 يناير/كانون الثاني عام 1855، كانت الطفل السادس والابنة الرابعة لكارل ماركس وزوجته جيني فون ويستفالين. كانت تناديها عائلتها باسم «تاسي» في عمر مبكر. أظهرت اهتمامًا مبكرًا بالسياسة، حتى أنها كانت تكتب لشخصيات سياسية خلال مرحلة طفولتها.
دب شنق «شهداء مانشستر» الرعب في نفسها وشكّل لديها تعاطفًا مدى الحياة تجاه حركة الفينيان الثورية. ألهم سرد أبيها القصصي اهتمامًا لديها بالأدب،  إذ كان بإمكانها أن تتلو مقاطع من أعمال ويليام شكسبير في سن الثالثة. أدى حبها لويليام شكسبير في سنوات المراهقة إلى تشكيل «نادي دوغبيري»، إذ قامت هي وعائلتها وعائلة كلارا كوليت بقراءة أعمال شكسبير فيما كان والدها يراقبهم.
بينما كان كارل ماركس يكتب عمله الرئيسي «رأس المال» في منزل العائلة، كانت ابنته الصغرى «إليانور» تلعب في مكتبه. اخترع ماركس وسرد قصّة على مسامع إليانور مبنية على شخصية رئيسية تدعى «هانز روكل». تشير إليانور إلى أن تلك كانت إحدى قصص طفولتها المفضلة. اكتسبت القصة أهميتها لأنها عرضت على إليانور دروسًا من خلال استعارة انتقاد ماركس للاقتصاد السياسي الذي كان يكتبه في رأس المال. في سنوات رشدها، شاركت إليانور في ترجمة وتحرير مجلدات كتاب «رأس المال». حررت أيضًا محاضرات كارل ماركس بعنوان «القيمة والأسعار والأرباح» و«العمل المأجور ورأس المال»، واللتان استندتا إلى نفس المادة، إلى كتب. كتبت راشيل هولمز، كاتبة سيرة إليانور ماركس: «وفرت علاقة الألفة بين طفولة تاسي وماركس خلال كتابته المجلد الأول لرأس المال أساسًا شاملًا في الاقتصاد البريطاني والسياسي والتاريخ الاجتماعي. كبرت تاسي ورأس المال سويًا».
في سن السادسة عشرة، أصبحت إليانور سكرتيرة والدها ورافقته حول العالم لحضور مؤتمرات اشتراكية. بعد عام من ذلك، وقعت في حب بروسبر-أوليفييه ليساغاراي، صحفي ومشارك في كومونه باريس (الثورة الفرنسية الرابعة)، والذي فرّ إلى لندن بعد قمع الثوار. على الرغم من اتفاقه مع الرجل سياسيًا، إلا أن كارل ماركس رفض العلاقة بسبب الفجوة العمرية بين الاثنين، إذ كان ليساغاراي في الرابعة والثلاثين من عمره. في شهر مايو/أيار من عام 1873، انتقلت إليانور من منزلها إلى برايتون للعمل كمدرّسة؛ كانت تعيش في 6 فيرنون تيراس في ضاحية مونبلييه، لتعود إلى لندن في سبتمبر/أيلول عام 1873.
في عام 1873، ساعدت ليساغاراي في كتابة «تاريخ ثورة 1871»، وترجتمها لاحقًا للغة الإنجليزية. أُعجب والدها بالكتاب ولكنه بقي رافضًا لعلاقة ابنته بالمؤلف. في عام 1880، غير كارل ماركس نظرته للوضع، سامحًا لابنته بالزواج منه. إلا أنه بحلول ذلك الوقت، كانت إليانور تساورها الشكوك. أنهت العلاقة في عام 1882.
في أوائل ثمانينات القرن التاسع عشر، اضطرت إلى الاعتناء بوالديها المسنين، إلا أن والدتها توفيت في ديسمبر/كانون الأول عام 1881. بدأت في شهر أغسطس/آب عام 1882 بالاعتناء بابن أخيها الشاب جان لونغويه لعدة أشهر، مخففة العبء عن شقيقتها الكبرى جيني لونغويه التي توفيت في يناير/كانون الثاني عام 1883 بسرطان المثانة. توفي والدها بعد شهرين في مارس/آذار عام 1883. بعد ذلك، أعدّ كل من إليانور وإدوارد أفلينإ، بإشراف فريدريك إنجلز، أول طبعة باللغة الإنجليزية من المجلد الأول من كتاب رأس المال، الذي نُشر عام 1887. لدى وفاة إنجلز في العام 1895، قاموا بفرز وحفظ مستندات والدها الكثيرة.

### عملها السياسي
في عام 1884، انضمت إليانور إلى الاتحاد الاشتراكي الديمقراطي بقيادة هنري هيندمان وانتخبت لمنصب رئيسه التنفيذي. خلال عملها في الاتحاد الاشتراكي الديمقراطي، التقت بإدوارد أفيلينغ، والذي قضت معه بقية حياتها رغم الخيانة، وسرقته من الحركة، والغلظة النفسية.

#### الرابطة الاشتراكية
في عام 1885، بعد بعض الجدال المرير، حدث انقسام في المنظمة. تركت إليانور ماركس وآخرون الاتحاد الاشتراكي الديمقراطي، وأسست الرابطة الاشتراكية المنافسة.
كان للانقسام سببان جذريان: مشاكل في الشخصية، إذ اتّهم هيندمان بقيادة الاتحاد بأسلوب ديكتاتوري، واختلاف في مسألة الدولانية. في هذه النقطة، اتُّهم هيندمان من قبل ماركس وآخرين بامتلاكه نزعة قومية. إذ إنه على سبيل المثال عارض فكرة ماركس بإرسال مندوبين إلى حزب العمال الفرنسي، معتبرًا الاقتراح «مناورة عائلية»، نظرًا لكون لورا أخت إليانور ماركس وزوجها بول لافارغ عضوين في ذلك الحزب لذلك أصبح كل من ماركس وأفلينغ عضوين مؤسسين في الرابطة الاشتراكية، والتي كان ويليام موريس أبرز أعضائها.
كان من بين زعماء الرابطة الاشتراكية أيضًا إرنست بيلفورت باكس، وسام ماينوارنج، وتوم مان، كان الأخيران من ممثلي الطبقة العاملة. كانت آني بيسانت عضوًا فاعلًا أيضًا.
كتبت ماركس عمودًا ثابتًا في مجلة الرابطة الاشتراكية الشهرية «كومونويل (المنفعة العامة)» تحت عنوان «سجل الحركة الدولية الثورية».
في العام 1884، التقت ماركس بكليمنتينا بلاك، رسامة ونقابية، وأصبحت عضوًا في «رابطة النقابة النسائية». شاركت في دعم عديدٍ من الإضرابات، من بينها إضراب براينت وماي عام 1888 وإضراب حوض لندن عام 1889. تحدثت إلى المشاركين في إضراب سيلفرتاون ضمن اجتماع مفتوح في شهر فبراير/تشرين الثاني عام 1889 إلى جانب أصدقائها إيديث إليس وأونور بروك. ساعدت في تنظيم اتحاد عمال الغاز وكتبت عديدًا من الكتب والمقالات.
في عام 1885، ساهمت في تنظيم المؤتمر الاشتراكي الدولي في باريس. في السنة التالية، جالت الولايات المتحدة برفقة كل من لإلينغ والاشتراكي الألماني فيلهلم ليبكنيخت، جامعين المال للحزب الديمقراطي الاجتماعي الألماني.
بحلول أواخر ثمانينيات القرن التاسع عشر، انقسمت الرابطة الاشتراكية إلى حد كبير بين هؤلاء الذين ينادون بالعمل السياسي ومعارضيه، الذين انقسموا بدورهم بين أولئك من أمثال ويليام موريس، الذين شعروا أن الحملات البرلمانية تمثل مفاسد وتنازلات لا مفر منها، وجناح لاسلطوي عارض كل السياسات الانتخابية من حيث المبدأ. وجد كل من ماركس وأفلينج نفسيهما، اللذان كانا من أشد المدافعين عن مبدأ المشاركة في الحملات السياسية، أقلية مُحرَجة في الحزب. في المؤتمر السنوي الرابع للرابطة الاشتراكية، دعا فرع بلومسبري، الذي انتمى إليه كل من ماركس وأفلينغ، إلى اجتماع لجميع الهيئات الاشتراكية لبحث تشكيل منظمة موحدة. صوِّت على هذا القرار بفارق كبير في الأصوات، وطُرح قرار آخر من قبل نفس الفرع تأييدًا لخوض الانتخابات المحلية والبرلمانية. علاوة على ذلك، أوقفت الرابطة الاشتراكية في هذه المناسبة 80 عضوًا من فرع بلومسبري على خلفية أن المجموعة قدمت مرشحين بالاشتراك مع الاتحاد الاشتراكي الديمقراطي ضد سياسة الحزب. خرج فرع بلومسبري بذلك من الرابطة الاشتراكية إلى الوجود بكيانٍ جديد مستقل، وإن كان قصيرًا، عُرف باسم «جمعية بلومسبري الاشتراكية».